# Ramnakullabackarna
Ramnakullabackarna är ett naturreservat i Sjöbo kommun i Skåne län.
Området är naturskyddat sedan 1973 och är 6 hektar stort. Reservat består av två kullar på Romeleåsens nordsluttning vilka används som betemark. Och nedför dessa en bäckravin.